# El Fangar de s'Arenassa
El Fangar de s'Arenassa, o el torrent de s'Arenassa està situat al nord del Cap de Creus. Davalla del sector del Coll de la Fangal i del Puig Alt Petit vers la zona del Golfet i, finalment, vers la cala s'Arenassa, on desemboca. Es tracta d'un torrent mediterrani, que només porta aigua els dies de pluja.
El sector que s'incorpora com a zona humida en aquest Inventari està constituït per dos trams de la vall que s'eixamplen considerablement. L'acumulació de sediments ha permès el desenvolupament de sòls mínimament profunds que mantenen la humitat al llarg de l'any. Aquest fet permet la presència de comunitats vegetals de tipus higròfil.
A la major part de la llera del torrent destaca la presència de l'hàbitat d'interès comunitari 6420 "Jonqueres i herbassars graminoides humits, mediterranis, del Molinio-Holoschoenion". Aquesta comunitat està especialment desenvolupada a la zona aquí seleccionada. Diferents espècies de vegetació helofítica (Phragmites australis, Scirpus holoschoenus, etc) s'acompanyen d'alguns arbres de ribera, com el pollancre (Populus nigra) i el gatell (Salix cinerea subsp. oleifolia).
El tram més proper a la capçalera, a tocar de l'enrunat Corral de la Fangal, queda més enclotat i la presència de l'aigua hi és més permanent. Aquest tram està dominat pel canyissar i és el que té més interès com a zona humida. Al sector situat més aigües avall, la humitat edàfica és menor, facilitant la irrupció d'espècies amb menors requeriments d'humitat, com l'esbarzer (Rubus ulmifolius) i espècies pròpies de les brolles silicícoles i els bruguerars, com el bruc (Erica arborea), el matapoll (Daphne gnidium), el llistó (Brachypodium retusum), etc. Els ramats de cabres i ovelles que pasturen per la zona, de forma molt ocasional, nitrogenen el sòl i afavoreixen la presència d'espècies com l'olivarda (Inula viscosa). L'accés motoritzat a l'espai no és possible, ja que, tot i que existeix una pista que travessa el torrent, aquesta està tancada amb una cadena, així com amb altres barreres ja en el seu inici a la carretera que va al Far del Cap de Creus. El torrent és travessat pel sender GR-11. Seria interessant millorar la senyalització d'aquesta zona amb algun tipus de rètol informatiu, tot i que evitant promoure l'entrada de visitants al torrent o en direcció a la cala.
Aquesta zona humida està inclosa dins la Reserva Natural Integral del Parc Natural de Cap de Creus, forma part de l'espai del PEIN "Cap de Creus" i de l'espai de la Xarxa Natura 2000 ES5120007 "Cap de Creus" i està situada a més dins el Paratge Natural d'Interès Nacional de Cap Gros-Cap de Creus.